# Amblyeleotris ogasawarensis
Amblyeleotris ogasawarensis är en fiskart som beskrevs av Yanagisawa, 1978. Amblyeleotris ogasawarensis ingår i släktet Amblyeleotris och familjen smörbultsfiskar. Inga underarter finns listade i Catalogue of Life.